# Giro dell'Emilia

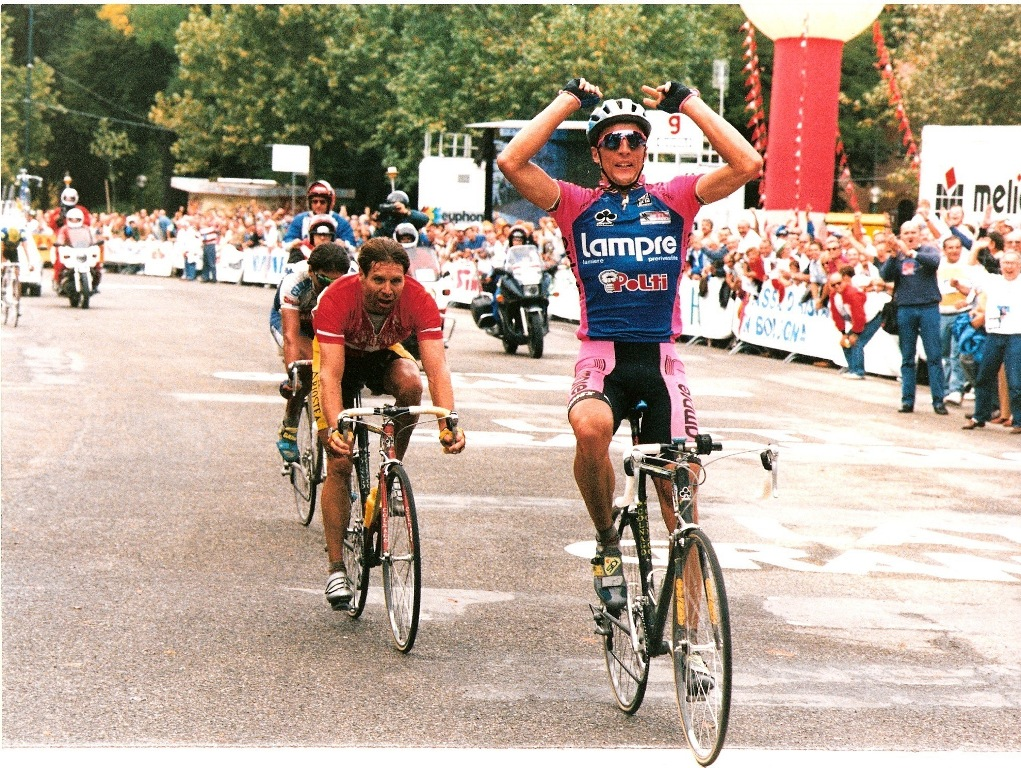
Účastníci závodu v roce 1993.

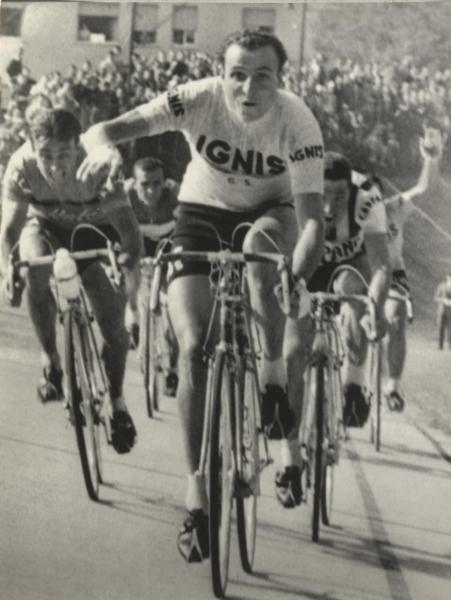
Závod v roce 1959.

Giro dell'Emilia je jednodenní cyklistický závod konaný v italském městě Bologna v provincii Emilia-Romagna. Závod byl od roku 2005 součástí UCI Europe Tour na úrovni 1.HC a od roku 2020 je součástí UCI ProSeries. 
Závod obvykle začíná v Bologni a prochází Národním parkem Appennino Tosco-Emiliano. Závěr závodu pak tvoří 5 kol na městském okruhu v Bologni, který zahrnuje i cílové stoupání k svatyni Madonna di San Luca.

## Seznam vítězů
| Rok       | Země          | Jezdec                   | Tým                     |
| --------- | ------------- | ------------------------ | ----------------------- |
| 1909      | Itálie        | Eberardo Pavesi          | Atala–Dunlop            |
| 1910      | Itálie        | Luigi Ganna              | Atala–Continental       |
| 1911      | Itálie        | Clemente Canepari        | Legnano                 |
| 1912      | Itálie        | Ugo Agostoni             | Peugeot–Wolbert         |
| 1913      | Itálie        | Alfonso Calzolari        | Atala                   |
| 1914      | Itálie        | Ezio Corlaita            | Peugeot–Wolbert         |
| 1915–1916 | Nejelo se     | Nejelo se                | Nejelo se               |
| 1917      | Itálie        | Angelo Gremo             | Bianchi                 |
| 1918      | Itálie        | Costante Girardengo      | Bianchi                 |
| 1919      | Itálie        | Costante Girardengo      | Stucchi–Dunlop          |
| 1920      | Itálie        | Giovanni Brunero         | Legnano–Pirelli         |
| 1921      | Itálie        | Costante Girardengo      | Stucchi–Pirelli         |
| 1922      | Itálie        | Costante Girardengo      | Bianchi                 |
| 1923      | Itálie        | Michele Gordini          | Ganna                   |
| 1924      | Itálie        | Pietro Linari            | Legnano–Pirelli         |
| 1925      | Itálie        | Costante Girardengo      | Wolsit–Pirelli          |
| 1926      | Nejelo se     | Nejelo se                | Nejelo se               |
| 1927      | Itálie        | Domenico Piemontesi      | Bianchi–Pirelli         |
| 1928      | Itálie        | Alfonso Piccin           | Bianchi–Pirelli         |
| 1929      | Itálie        | Allegro Grandi           | Bianchi–Pirelli         |
| 1930      | Itálie        | Mario Bonetti            |                         |
| 1931      | Itálie        | Glauco Servadei          | individuál              |
| 1932–1933 | Nejelo se     | Nejelo se                | Nejelo se               |
| 1934      | Itálie        | Marco Cimatti            | individuál              |
| 1935      | Itálie        | Aldo Bini                | Maino–Girardengo        |
| 1936      | Itálie        | Giuseppe Olmo            | Bianchi                 |
| 1937      | Itálie        | Cesare Del Cancia        | Ganna                   |
| 1938      | Itálie        | Corrado Ardizzoni        | individuál              |
| 1939      | Nejelo se     | Nejelo se                | Nejelo se               |
| 1940      | Itálie        | Osvaldo Bailo            | Gerbi                   |
| 1941      | Itálie        | Fausto Coppi             | Legnano                 |
| 1942      | Itálie        | Adolfo Leoni             | Bianchi                 |
| 1943      | Itálie        | Nedo Logli               | individuál              |
| 1944–1945 | Nejelo se     | Nejelo se                | Nejelo se               |
| 1946      | Itálie        | Adolfo Leoni             | Bianchi                 |
| 1947      | Itálie        | Fausto Coppi             | Bianchi                 |
| 1948      | Itálie        | Fausto Coppi             | Bianchi                 |
| 1949      | Itálie        | Virgilio Salimbeni       | Legnano–Pirelli         |
| 1950      | Itálie        | Luciano Maggini          | Taurea–Pirelli          |
| 1951      | Itálie        | Luciano Maggini          | Atala–Pirelli           |
| 1952      | Itálie        | Gino Bartali             | Bartali–Ursus           |
| 1953      | Itálie        | Gino Bartali             | Bartali                 |
| 1954      | Itálie        | Nino Defilippis          | Torpado–Ursus           |
| 1955      | Itálie        | Nino Defilippis          | Torpado–Ursus           |
| 1956      | Itálie        | Bruno Monti              | Atala–Pirelli           |
| 1957      | Itálie        | Bruno Monti              | Atala                   |
| 1958      | Itálie        | Diego Ronchini           | Bianchi–Pirelli         |
| 1959      | Itálie        | Ercole Baldini           | Ignis–Frejus            |
| 1960      | Itálie        | Pierino Baffi            | Ignis                   |
| 1961      | Itálie        | Diego Ronchini           | Carpano                 |
| 1962      | Itálie        | Bruno Mealli             | Bianchi                 |
| 1963      | Itálie        | Italo Zilioli            | Carpano                 |
| 1964      | Nejelo se     | Nejelo se                | Nejelo se               |
| 1965      | Itálie        | Michele Dancelli         | Molteni                 |
| 1966      | Itálie        | Carmine Preziosi         | Bianchi–Mobylette       |
| 1967      | Itálie        | Michele Dancelli         | Vittadello              |
| 1968      | Itálie        | Gianni Motta             | Molteni                 |
| 1969      | Itálie        | Gianni Motta             | Sanson                  |
| 1970      | Itálie        | Franco Bitossi           | Filotex                 |
| 1971      | Itálie        | Gianni Motta             | Salvarani               |
| 1972      | Belgie        | Eddy Merckx              | Molteni                 |
| 1973      | Itálie        | Franco Bitossi           | Sammontana              |
| 1974      | Itálie        | Francesco Moser          | Filotex                 |
| 1975      | Itálie        | Enrico Paolini           | Scic                    |
| 1976      | Belgie        | Roger De Vlaeminck       | Brooklyn                |
| 1977      | Itálie        | Mario Beccia             | Sanson                  |
| 1978      | Švédsko       | Bernt Johansson          | Fiorella–Mocassini      |
| 1979      | Itálie        | Francesco Moser          | Sanson–Luxor            |
| 1980      | Itálie        | Gianbattista Baronchelli | Bianchi–Piaggio         |
| 1981      | Itálie        | Pierino Gavazzi          | Magniflex–Olmo          |
| 1982      | Itálie        | Pierino Gavazzi          | Atala–Campagnolo        |
| 1983      | Itálie        | Cesare Cipollini         | Dromedario              |
| 1984      | Itálie        | Ezio Moroni              | Atala–Campagnolo        |
| 1985      | Portugalsko   | Acácio da Silva          | Malvor–Bottecchia       |
| 1986      | Švýcarsko     | Hubert Seiz              | Supermercati Brianzoli  |
| 1987      | Francie       | Jean-François Bernard    | Toshiba–Look            |
| 1988      | Švýcarsko     | Tony Rominger            | Château d'Ax            |
| 1989      | Sovětský svaz | Dmitrij Konyšev          | Alfa Lum–STM            |
| 1990      | Itálie        | Davide Cassani           | Ariostea                |
| 1991      | Itálie        | Davide Cassani           | Ariostea                |
| 1992      | Itálie        | Gianni Bugno             | Gatorade–Château d'Ax   |
| 1993      | Itálie        | Maurizio Fondriest       | Lampre–Polti            |
| 1994      | Itálie        | Francesco Casagrande     | Mercatone Uno–Medeghini |
| 1995      | Itálie        | Davide Cassani           | MG Maglificio–Technogym |
| 1996      | Itálie        | Michele Bartoli          | MG Maglificio–Technogym |
| 1997      | Rusko         | Alexandr Gončenkov       | Roslotto–ZG Mobili      |
| 1998      | Itálie        | Mirko Celestino          | Team Polti              |
| 1999      | Nizozemsko    | Michael Boogerd          | Rabobank                |
| 2000      | Itálie        | Gilberto Simoni          | Lampre–Daikin           |
| 2001      | Německo       | Jan Ullrich              | Team Telekom            |
| 2002      | Itálie        | Michele Bartoli          | Fassa Bortolo           |
| 2003      | Španělsko     | Iván Gutiérrez           | iBanesto.com            |
| 2004      | Itálie        | Ivan Basso               | Team CSC                |
| 2005      | Itálie        | Gilberto Simoni          | Lampre–Caffita          |
| 2006      | Itálie        | Davide Rebellin          | Gerolsteiner            |
| 2007      | Lucembursko   | Fränk Schleck            | Team CSC                |
| 2008      | Itálie        | Danilo Di Luca           | LPR Brakes–Ballan       |
| 2009      | Nizozemsko    | Robert Gesink            | Rabobank                |
| 2010      | Nizozemsko    | Robert Gesink            | Rabobank                |
| 2011      | Kolumbie      | Carlos Betancur          | Acqua & Sapone          |
| 2012      | Kolumbie      | Nairo Quintana           | Movistar Team           |
| 2013      | Itálie        | Diego Ulissi             | Lampre–Merida           |
| 2014      | Itálie        | Davide Rebellin          | CCC–Polsat–Polkowice    |
| 2015      | Belgie        | Jan Bakelants            | AG2R La Mondiale        |
| 2016      | Kolumbie      | Esteban Chaves           | Orica–BikeExchange      |
| 2017      | Itálie        | Giovanni Visconti        | Bahrain–Merida          |
| 2018      | Itálie        | Alessandro De Marchi     | BMC Racing Team         |
| 2019      | Slovinsko     | Primož Roglič            | Team Jumbo–Visma        |
| 2020      | Rusko         | Alexandr Vlasov          | Astana                  |
| 2021      | Slovinsko     | Primož Roglič            | Team Jumbo–Visma        |
| 2022      | Španělsko     | Enric Mas                | Movistar Team           |
| 2023      | Slovinsko     | Primož Roglič            | Team Jumbo–Visma        |
| 2024      | Slovinsko     | Tadej Pogačar            | UAE Team Emirates       |

## Vítězství dle zemí
| Vítězství | Země                                                          |
| --------- | ------------------------------------------------------------- |
| 82        | Itálie                                                        |
| 4         | Slovinsko                                                     |
| 3         | Belgie Nizozemsko Kolumbie                                    |
| 2         | Švýcarsko Rusko Španělsko                                     |
| 1         | Švédsko Portugalsko Francie Sovětský svaz Německo Lucembursko |